# Lourenço de Mendonça
Lourenço de Mendonça (Sesimbra, 1585 — Toledo, 1643) foi um jesuíta português, titular da Prelazia de São Sebastião do Rio de Janeiro e o primeiro bispo indicado para o Rio, mas não chegou a ser empossado. Sua passagem pelo Rio foi marcada por grandes conflitos com as autoridades civis e a comunidade.

## Biografia

### Primeiros anos
Nascido na vila portuguesa de Sesimbra, filho de Álvaro de Mendonça e Inés Mendes, entrou na Companhia de Jesus em 13 de agosto de 1602. Estudou Direito e Teologia, e desde 1616 se encontrava na América, atuando como cura e vigário em vários locais. Dizia ter administrado as minas de prata de Tatasi, Chorolque, Chocaya e Sorocaya no Peru, onde protegeu os índios mineiros, pelo que recebeu um agradecimento formal do Conselho das Índias.  Nesta época viveu alguns anos entre os índios chichas. Na década de 1620 foi nomeado cura em Potosí e comissário do Santo Ofício. Entre 1624 e 1625 viajou por províncias do Sul, chegando ao Paraguai, sendo nomeado visitador do bispado de La Plata em 1625, e em 1628 esteve em Buenos Aires.
Em 1629, já estando em Madri, requereu sem sucesso ser nomeado para o bispado de Concepción, no Chile, e no mesmo ano dirigiu ao rei a Suplicación a su Magestad Católica del Rey nuestro señor, que Dios guarde, ante sus Reales Consejos de Portugal y de las Indias, en defensa de los Portugueses, onde pretendeu defender os portugueses da má fama de que gozavam na América Espanhola — considerados contrabandistas, caçadores de índios e de fé duvidosa — e equipará-los aos espanhóis, porque eram então todos súditos de um mesmo rei. Para Carlos Camenietzki, Mendonça "se revela um entusiasta do programa unificador de Olivares e defende nesse seu texto um modelo para a monarquia que incorporava as diversas nações ibéricas em condição de igualdade sob o comando harmonioso do rei de Castela". Pedro Cardim considerou a Suplicación uma peça dotada de mérito literário, mas mais interessante como um documento sobre o tema das identidades no contexto da União Ibérica.
Em 1630 solicitou ao Conselho de Portugal o direito de explorar as minas de ouro e prata de São Paulo, prometendo aumentar a produção com técnicas aprimoradas que conhecia, mas o pedido foi negado. Revelou possuir considerável conhecimento sobre mineração, escrevendo um memorial sobre os melhores meios de transportar o minério da prata e outro sobre o método de coleta do ouro de aluvião.
Em 1631 defendeu junto ao Conselho das Índias a criação de um bispado no Rio de Janeiro, anexando ao documento uma valiosa descrição da costa do Brasil e das capitanias do Sul. Foi então nomeado para a Prelazia de São Sebastião do Rio de Janeiro em 22 de julho de 1631, responsável tanto pela condução dos assuntos religiosos como pela correição dos costumes, sendo então o único juiz no Rio de Janeiro e capitanias anexas. Recebeu a instrução expressa de dar atenção ao problema da escravidão indígena, que era praticada livremente mas havia sido proibida pela legislação régia, estabelecendo que os indígenas eram súditos livres em pé de igualdade com os portugueses. Passou por Lisboa, e no mesmo ano desembarcou no Espírito Santo, estabelecendo-se pouco depois no Rio de Janeiro.

### Brasil
Assim que chegou constatou que os indígenas estavam recebendo tratamento cruel e sendo dizimados, imediatamente indispondo-se contra a população, e apenas quatro dias após sua posse solene em 6 de setembro de 1632, teve lugar o primeiro do que se tornaria uma longa série de conflitos com os locais, sendo vítima de um atentado em que sua casa foi explodida com um barril de pólvora. Logo se espalhou má fama sobre ele, sendo acusado de ter um gênio violento e maus costumes, e dizia-se que mantinha como amante a viúva Bárbara da Silveira. Vivaldo Coaracy relata que supostamente era "intolerante contra mestiços e cristãos-novos", e em pouco tempo entrou em atrito com um cura de origem judaica, Manuel da Nóbrega, alcunhado Arremessa Toucinho. "Assumindo atribuições que só cabiam à autoridade civil, determinou que os seus agentes procedessem ao exame e revista das embarcações que entrassem no porto e delas retirassem os supostos hereges". Suas atitudes de banir de volta a Portugal 26 colonos bígamos, de combater vigários "acoitados com negras” e blasfemos de toda espécie, lhe trouxeram intensa oposição da comunidade, mas seria sua defesa dos indígenas o foco das maiores discórdias.
Diz Coaracy que dava todo o apoio à Companhia de Jesus, e usava "da sua autoridade para subtrair os índios ao cativeiro por parte dos moradores", colocando-os sob a administração dos padres, que os recolhiam a suas aldeias. "Proibia também as bandeiras e incursões para reduzir à escravidão os selvagens", ferindo assim os interesses dos colonos, cuja economia assentava em grande parte no trabalho dos cativos. "Usando de arbitrariedades, pretendia cobrar os réditos atrasados da Bula da Cruzada".
Segundo Coaracy, tantas fez, ameaçando penas de excomunhão, contrariando as autoridades locais, opondo-se a determinações da Câmara e do Ouvidor, insultando publicamente os moradores, a quem chamava em documento de "filhos de negras", que fermentou o ódio e foi alvo de diversos outros atentados. A casa de seus criados foi incendiada, colocaram uma panela com imundície em sua porta e distribuíram panfletos contra ele, em que o chamavam de "velhaco, infame, herege, ladrão, sodomita, sacrílego e simoníaco". Também envolveu-se em disputas com os moradores de São Paulo por causa dos indígenas.
Coube ao Ouvidor Francisco Teixeira da Neiva redigir uma representação ao Reino em que acusava Mendonça de abuso de poder, simonia, arbítrio, violência, sacrilégio e mesmo vícios infamantes. O conflito chegou ao seu auge em 1636, quando seus criados foram presos e maltratados e seu capelão Tomé da Costa foi torturado. O povo deliberou deportar o prelado à força e abandoná-lo num barco desarvorado fora da barra. Sabedor disso, em 1637 Mendonça fugiu e se abrigou num navio de partida, no qual seguiu para Lisboa defender-se.

### Últimos anos
Compareceu perante o Tribunal da Inquisição e foi absolvido das acusações em 19 de junho de 1637. Não apenas foi absolvido, como foi feito prior do Convento de São Bento de Avis. Enquanto isso, no Rio era deposto pela Câmara. Entre 1637 e 1638 se aproximou de Antonio Ruiz de Montoya, jesuíta peruano que esteve de passagem pelo Rio e era um dos grandes defensores dos indígenas. Segundo José Vilardaga, "juntos, vislumbraram a possibilidade de criação do bispado do Rio de Janeiro como uma forma de colocar um pouco mais de freio nas investidas contra os índios". Em 1638 publicou em Madri um relatório da sua atuação no Rio, onde, entre muitos outros problemas, descreveu as barbaridades cometidas contra os indígenas e acusou as autoridades públicas locais de, em vez de corrigirem a ilegalidade cometida pelos bandeirantes, caçadores de índios e população em geral, acabavam se beneficiando pessoalmente com o tráfico de nativos já cristianizados. Em 7 de outubro de 1639 Filipe IV de Castela escreveu a Roma solicitando a criação da diocese do Rio de Janeiro, indicando Lourenço de Mendonça como seu primeiro bispo. Contudo, não se apressou Roma, em face dos acontecimentos políticos deste ano, em estabelecer uma sé episcopal nesta cidade. Já não contando com seus rendimentos da Prelazia do Rio, em outubro de 1640 solicitou ao rei uma pensão para sustentar-se.
Tendo tomado partido pela Espanha contra a Restauração em Portugal, Mendonça se viu forçado a fugir de Lisboa em 1641, recolhendo-se a Toledo. Em 1642 seu título de Bispo do Rio foi reconhecido pela Arquidiocese de Lisboa, mesmo que a diocese ainda não tivesse sido criada, mas no mesmo ano o promotor eclesiástico da Arquidiocese o denunciou por crimes de traição e lesa-majestade, pois desde que havia passado ao Reino de Castela, "buscava persuadir a ruína de seu rei e pátria por pregações e conspirações, esquecido de sua origem e de sua pátria", sendo considerado culpado e condenado ao degredo, ao confisco de seus bens e à perda dos benefícios eclesiásticos. Seus parentes em Portugal foram presos e humilhados.
Não se efetivando a sua nomeação para o episcopado no Brasil, Filipe IV nomeou-o para o bispado de Yucatan, mas o rei voltou atrás após considerar que não seria adequado nomear um português para o local. Faleceu em Toledo em 1643, gozando do título de "bispo de anel" In partibus infidelium.

## Legado
Lourenço de Mendonça é uma figura controversa. Em 1820 Monsenhor Pizarro publicou sua História do Rio de Janeiro, onde atribuiu os conflitos em que se envolveu aos costumes frouxos, à moralidade relapsa e à religiosidade relaxada da população, passando ao largo da controvérsia sobre a escravização indígena. Jerônimo Barbalho Bezerra em 1846 o mostrou como um clérigo virtuoso e sábio, que enfrentou com energia e determinação os problemas de seu tempo e combateu os vícios do "rebanho desgarrado". Francisco Adolfo de Varnhagen o fez um exemplo da intervenção indevida da Igreja nos assuntos seculares. Ainda no século XIX foi retratado em um romance histórico de Moreira de Azevedo como um personagem malévolo que abusa do poder e impede o amor dos protagonistas Henrique e Helena. Mais recentemente, Diogo Ramada Curto foi um dos primeiros a valorizar o tema da escravidão indígena como a maior fonte dos conflitos. Coaracy o chamou de "arbitrário e violento", Vilardaga assinalou sua grande ambição, considerou-o ativo mas ambíguo, e deu-lhe crédito como um defensor dos indígenas e como um personagem cujo percurso "ajuda a problematizar as possibilidades de trânsito — identitário e humano —, nos quadros do império espanhol no contexto da União das Coroas Ibéricas". Arlindo Rubert o representou contra um difícil contexto local, mas o julgou inábil para superar os problemas que se apresentavam. Na análise de Camenietzki, a população e as autoridades do Rio naquela época eram extremamente resistentes a acatar a legislação reinol e se guiavam pelos seus próprios costumes, e "com tamanha hostilidade antiga aos oficiais do governo ou aos eclesiásticos, d. Lourenço não deveria esperar fácil aceitação por parte dos moradores do Rio de Janeiro. [...] Na verdade, o padre teve de enfrentar dificuldades inesperadas que não poderiam passar em branco, dados os enormes problemas vinculados a elas. Suas dificuldades relacionaram-se com a escravidão indígena, a imunidade eclesiástica, as tensões entre a Igreja e a monarquia, as autonomias citadinas e, sobretudo, o turbilhão português de 1640.